# نور حسنعلی
نور محمد حسنعلی (انگلیسی: Noor Mohamed Hassanali؛ زاده ۱۳ اوت ۱۹۱۸ – درگذشته ۲۵ اوت ۲۰۰۶) یک سیاستمدار اهل ترینیداد و توباگو بود. وی از ۲۰ مارس ۱۹۸۷ تا ۱۷ مارس ۱۹۹۷ رئیس‌جمهور این کشور بود.
نور حسنعلی در ۲۵ اوت ۲۰۰۶، در سن ۸۸ سالگی درگذشت.